# Oreonetides solus
Espèce
Oreonetides solus est une espèce d'araignées aranéomorphes de la famille des Linyphiidae.

## Distribution
Cette espèce est endémique du kraï de Khabarovsk en Russie,. Elle se rencontre dans le raïon de la Haute-Boureïa dans la réserve naturelle de Boureïa.

## Description
Le mâle holotype mesure 1,59 mm.

## Systématique et taxinomie
Cette espèce a été décrite par Tanasevitch en 2024.

## Publication originale
- (en) Tanasevitch, « Another new species of the spider genus Oreonetides Strand, 1901 (Aranei: Linyphiidae) from the Russian Far East », Arthropoda Selecta, vol. 33, no 2,‎ 2024, p. 288-292